# 托莱多市政厅

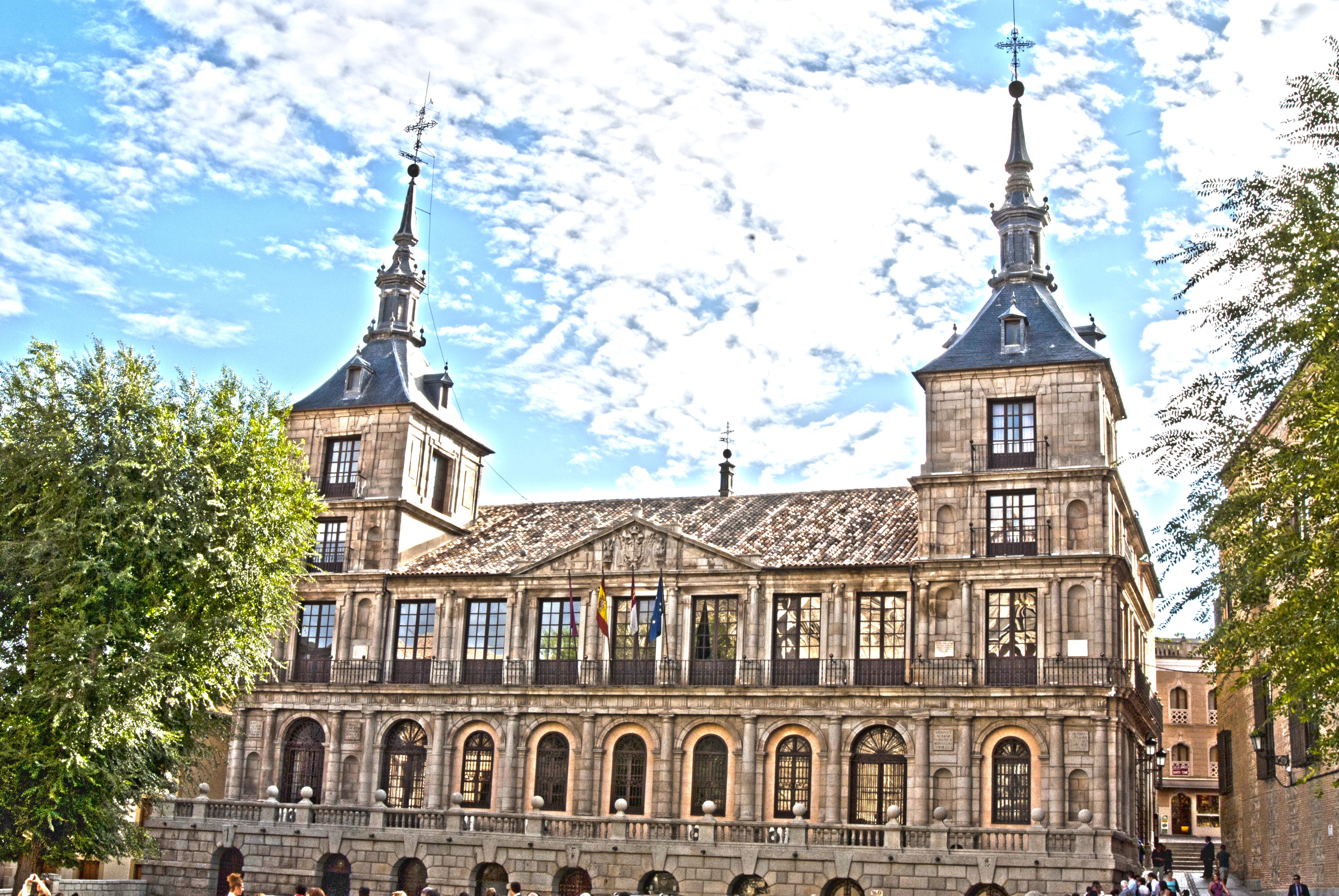
托莱多市政厅

托莱多市政厅（Ayuntamiento de Toledo）是西班牙城市托莱多的市议会所在地，坐落在托莱多古城中心的市政厅广场（Plaza del Consistorio），对面、左右分别毗邻总主教宫和法院。它兴建于17世纪，立面为古典主义风格。